# Kirche Sohland an der Spree

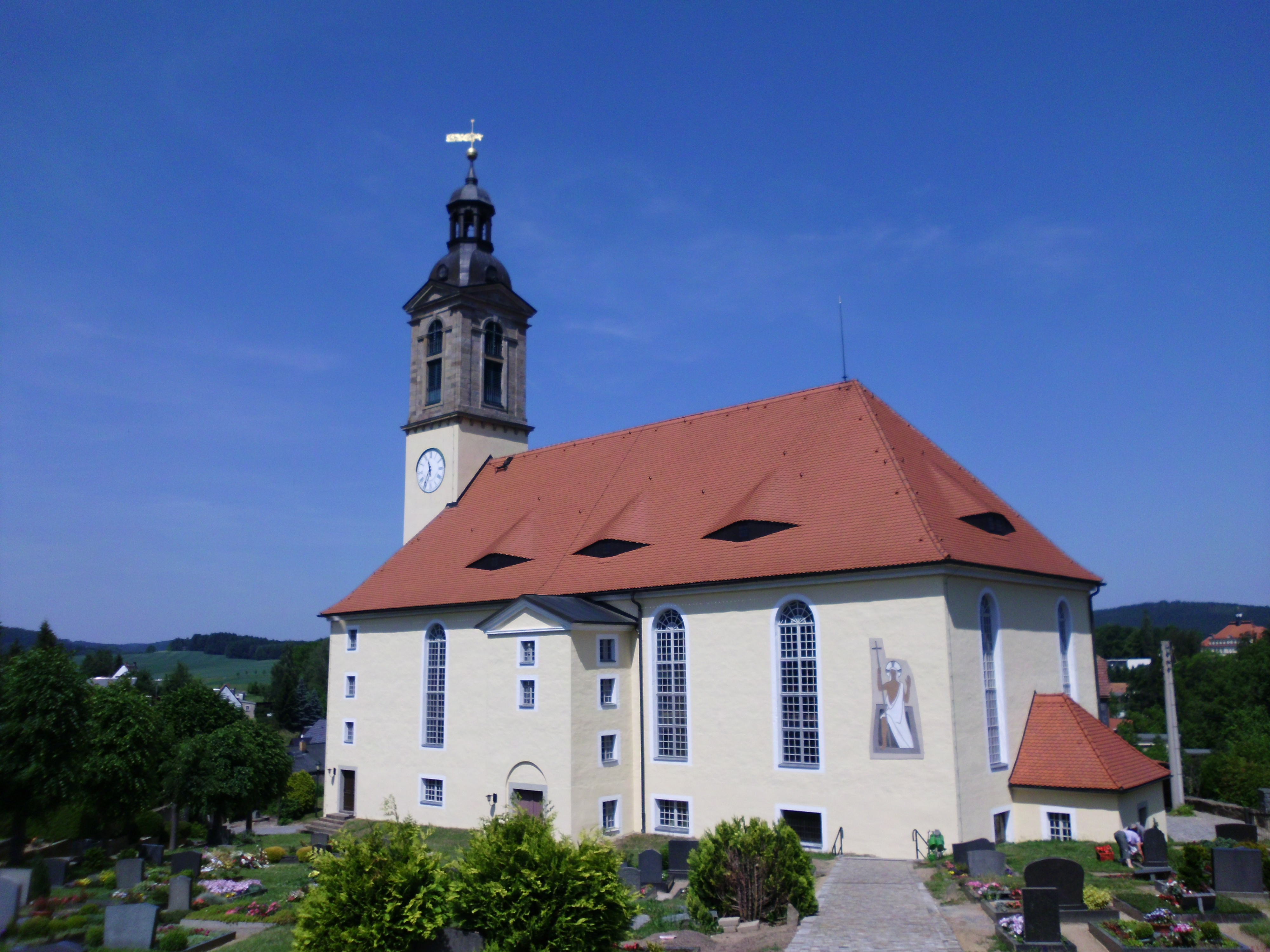
Kirche zu Sohland an der Spree 2011

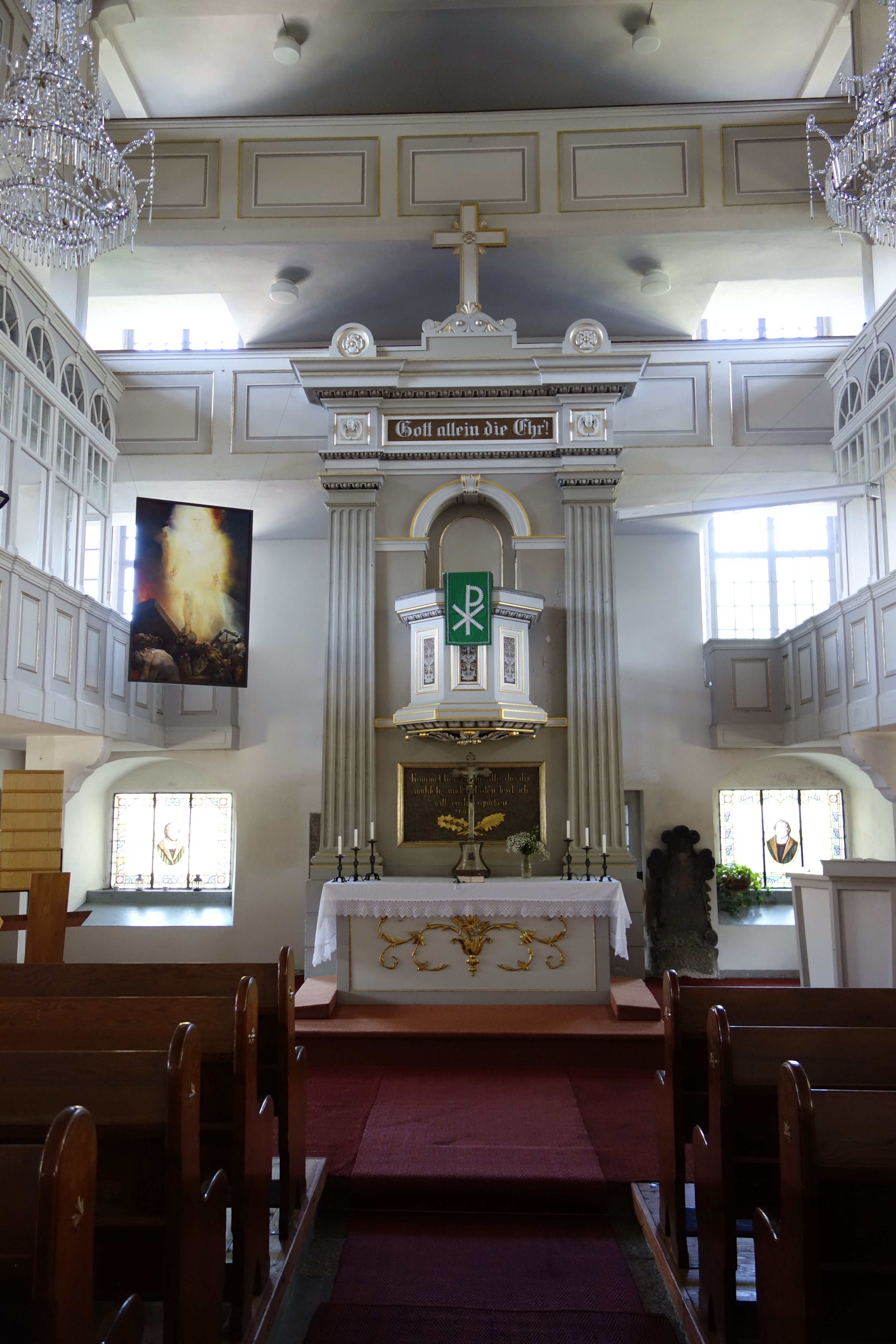
Innenansicht nach Osten

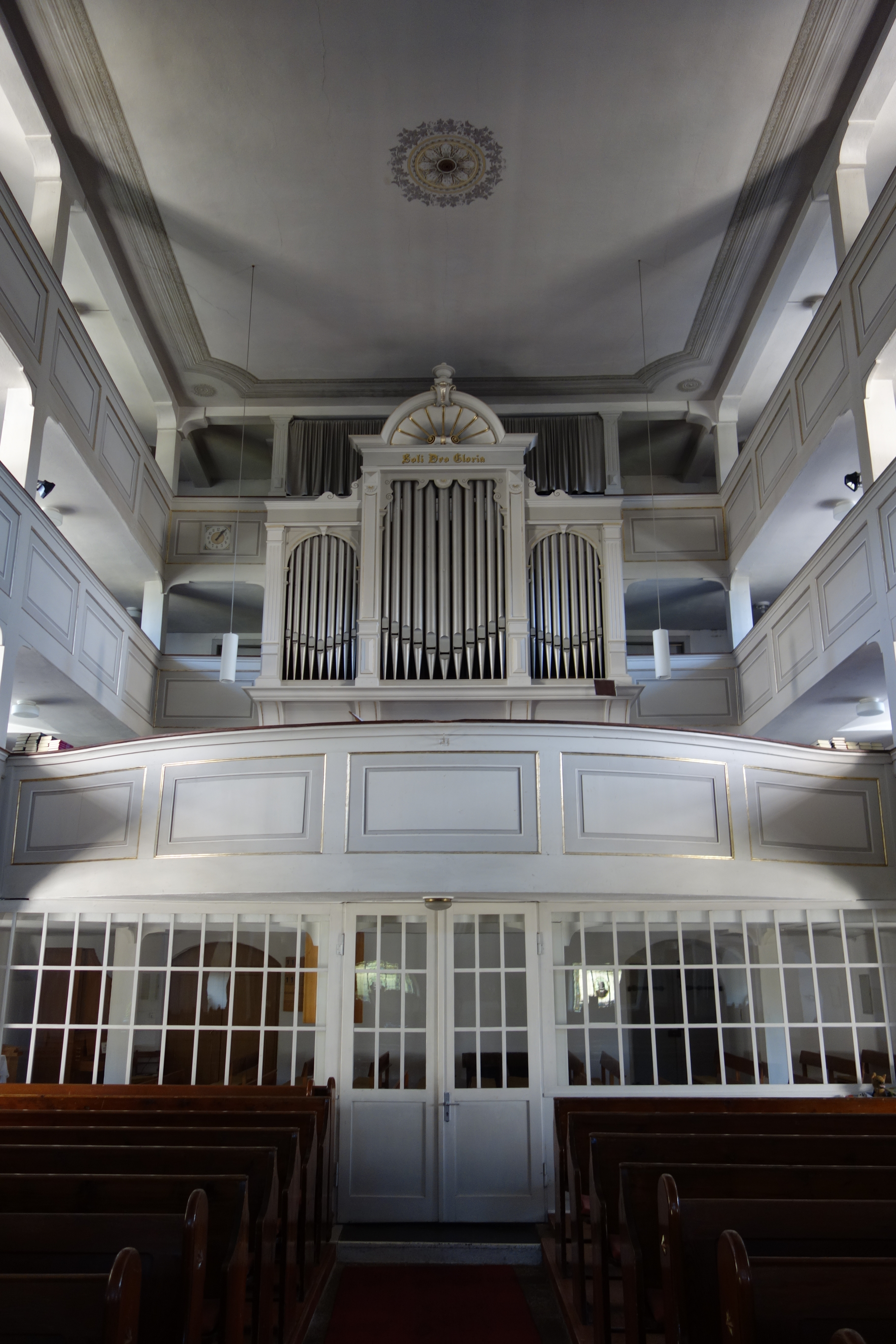
Innenansicht nach Westen

Die evangelische Kirche Sohland ist eine klassizistische Emporenhalle in Sohland an der Spree im Landkreis Bautzen in Sachsen. Sie gehört zur Kirchengemeinde Sohland an der Spree im Kirchenbezirk Bautzen-Kamenz der Evangelisch-Lutherischen Landeskirche Sachsens.

## Geschichte und Architektur
Die auf einem Hügel innerhalb eines mauerumfriedeten Kirchhofs stehende Saalkirche wurde 1824 nach Plänen von Carl Christian Escke erbaut; im Jahr 1846 wurde der Westturm nach Plan des Zimmermeisters Zwiefel errichtet. Restaurierungen erfolgten in den Jahren 1960 am Äußeren, 1972 im Innern, 1974 wiederum am Äußeren, wobei das Dach geändert wurde, und im Jahr 1996 erneut außen und am Turm.
Das Bauwerk ist ein schlichter Putzbau mit Rundbogenfenstern und einem hohen Walmdach; der gerade Chorschluss ist mit einem kleinen Vorbau, die Nord- und Südseite mit viergeschossigen Treppenbauten mit einfachem Portal versehen. der eingezogene quadratische Turm ist aus Haustein mit Haube und Laterne ausgeführt.
Der großzügige Innenraum ist mit einer flachen Putzdecke geschlossen. Die Stützen der dreigeschossigen Holzemporen an drei, der beiden oberen Etagen sogar allen vier Seiten des Raums reichen bis zu den beiden kräftigen längsgerichteten Unterzügen der Decke und unterteilen den Kirchenraum so in drei Schiffe. Über dem Mittelschiff imitieren Grisaillemalereien eine profilierte Stuckdecke. Die Fassung der Emporenbrüstungen deutet dezente Rahmen an. Im Altarraum sind an der Nord- und Südseite Logen eingebaut.

## Ausstattung
Das Hauptstück der Ausstattung ist ein strenger, farbig gefasster Kanzelaltar mit kannelierten Pilastern und einem verkröpften Schmuckgesims vom Anfang des 19. Jahrhunderts. Die zierliche ungefasste hölzerne Taufe mit Pflanzenornament ist ein Werk der zweiten Hälfte des 19. Jahrhunderts.
Die Orgel mit schlichtem Prospekt ist ein Werk von Eule Orgelbau aus dem Jahr 1899 in einem Gehäuse von Christian Gottfried Herbrig aus dem Jahr 1824 mit 27 Registern auf zwei Manualen und Pedal.
Ein Grabmal aus Sandstein erinnert an Georg Gerschner († 1692) und zeigt eine männliche Figur im Ornat hinter einer Brüstung mit gerafftem Tuch, mit einer Inschrift. Das Grabdenkmal des Kaspar Brestovin († 1728) zeigt hinter einer Schmuckkartusche einen Geistlichen mit Ornat und zeigt über einem geschweiften Schriftband in den Ecken Kreuz und Kelch. Das Grabmal des Renatus Friedrich Longolius († 1698) zeigt in einer nischenartigen Vertiefung eine ganzfigurige Darstellung eines Geistlichen im Ornat mit Kelch und Bibel.
Auf dem Friedhof ist die Böhmsche Gruft zu sehen, die 1843 im klassizistischen Stil errichtet wurde und die nach einer Restaurierung im Jahr 1857 als Gedenkstätte für die Opfer des Zweiten Weltkriegs dient.